# تصویر (داستان کوتاه)
تصویر (به روسی: Портрет)، (به انگلیسی: The Portrait) نام داستان کوتاهی است که توسط نیکلای گوگول، نویسندهٔ اهل روسیه نوشته شده‌است. این کتاب یکی از آثار مشهور ادبی جهان است.